# جوزيف شوبرت
جوزيف شوبرت هو نقابي وسياسي كندي، ولد في 1889 في رومانيا، وتوفي في 7 مارس 1952 في مونتريال في كندا. حزبياً، نشط في Labour candidates and parties in Canada ‏.